# Lijst van Belgische olympische medaillewinnaars
Dit is een Lijst van Belgische olympische medaillewinnaars op Olympische Spelen.

## Zomerspelen

### Goud
| landenteam                                                                                             | landenteam |
| --- | ---------- |
| Paul Anspach Henri Anspach Robert Hennet Fernand de Montigny Jacques Ochs Gaston Salmon Victor Willems |            |

| landenteam                                                                                            | landenteam |
| --- | ---------- |
| Edmond Cloetens Louis Van de Perck Firmin Flamand Edmond Van Moer Joseph Hermans Auguste Van De Verre |            |

| landenteam                                                                                            | landenteam |
| --- | ---------- |
| Edmond Van Moer Louis Van de Perck Joseph Hermans Firmin Flamand Edmond Cloetens Auguste Van De Verre |            |

| landenteam | landenteam |
| --- | ---------- |
| Hubert Van Innis Alphonse Allaert Edmond De Knibber Louis Delcon Jérôme De Mayer Louis Van Beeck Pierre Van Thielt Louis Fierens |            |

| landenteam | landenteam |
| --- | ---------- |
| Hubert Van Innis Pierre Van Thielt Edmond De Knibber Louis Van Beeck Louis Fierens Alphonse Allaert Louis Delcon Jérôme De Mayer |            |

| olympisch elftal | olympisch elftal |
| --- | ---------------- |
| Félix Balyu Désiré Bastin Mathieu Bragard Jean De Bie Robert Coppée André Fierens Emile Hanse Georges Hebdin Henri Larnoe Joseph Musch Armand Swartenbroeks Fernand Nisot Louis Van Hege Oscar Verbeeck |                  |

Aanvankelijk won de Belgische estafetteploeg zilver en Rusland goud op de Spelen van 2008, maar nadat in 2016 nieuwe dopingtests met moderne apparatuur positief uitwezen, ontving België goud.

### Zilver
| Koninklijke Roeivereniging Club Gent | Koninklijke Roeivereniging Club Gent |
| --- | ------------------------------------ |
| Jules De Bisschop Prospère Bruggeman Oscar de Somville Oscar de Cock Maurice Hemelsoet Marcel van Crombrugge Frank Odberg Maurice Verdonck Alfred van Landeghem |                                      |

| team ZWPC Brussel                                                                                         | team ZWPC Brussel |
| --- | ----------------- |
| Jean de Backer Victor de Behr Henri Cohen Fernand Feyaerts Oscar Grégoire Albert Michant Victor Sonnemans |                   |

| acht | acht |
| --- | ---- |
| Oscar Taelman Marcel Morimont Rémy Orban Georges Mijs François Vergucht Polydore Veirman Oscar de Somville Rodolphe Poma Alfred van Landeghem |      |

| landenteam                                                                  | landenteam |
| --------------------------------------------------------------------------- | ---------- |
| Paul Van Asbroeck Walter Ellicott Réginald Storms Charles Paumier du Verger |            |

| waterpoloploeg                                                                                           | waterpoloploeg |
| --- | -------------- |
| Fernand Feyaerts Oscar Grégoire Albert Michant Victor Boin Herman Donners Herman Meyboom Joseph Pletincx |                |

| landenteam | landenteam |
| --- | ---------- |
| Hubert Van Innis Alphonse Allaert Edmond De Knibber Louis Delcon Jérôme De Mayer Louis Van Beeck Pierre Van Thielt Louis Fierens |            |

| landenteam | landenteam |
| --- | ---------- |
| Paul Anspach Léon Tom Ernest Gevers Félix Goblet d'Alviella Maurice de Wee Fernand de Montigny Joseph de Craecker Victor Boin Philippe le Hardy |            |

| landenteam                                                                              | landenteam |
| --------------------------------------------------------------------------------------- | ---------- |
| Albert Bosquet Joseph Cogels Emile Dupont Henri Quersin Louis van Tilt Edouard Fesinger |            |

| landenteam | landenteam |
| --- | ---------- |
| Eugène Auwerkerken Théophile Bauer François Claessens Auguste Cootmans Frans Gibens Albert Haepers Domien Jacob Félicien Kempeneers Jules Labéeu Hubert Lafortune Auguste Landrieu Charles Lannie Constant Loriot Ferdinand Minnaert Nicolaas Moerloos Louis Stoop Jean van Guysse Alphonse van Mele François Verboven Jean Verboven Julien Verdonck Joseph Verstraeten Georges Vivex Julianus Wagemans |            |

| waterpoloploeg                                                                                             | waterpoloploeg |
| --- | -------------- |
| Joseph Pletincx Albert Durant Pierre Nijs René Bauwens Gérard Blitz Maurice Blitz Pierre Dewin Paul Gailly |                |

| landenteam                                                                                                | landenteam |
| --- | ---------- |
| Désiré Beaurain Charles Crahay Fernand de Montigny Maurice E. Van Damme Marcel L. Berré Albert De Roocker |            |

| landenteam                                                                                  | landenteam |
| ------------------------------------------------------------------------------------------- | ---------- |
| Paul Anspach Joseph de Craecker Charles Delporte Fernand de Montigny Ernest Gevers Léon Tom |            |

| waterpoloploeg | waterpoloploeg |
| --- | -------------- |
| Joseph Pletincx Albert Durant Gérard Blitz Maurice Blitz Pierre Dewin Paul Gailly Joseph Cludts Joseph De Combe Georges Fleurix Jules Thiry Jean-Pierre Vermetten |                |

| Olympisch team | Olympisch team |
| --- | -------------- |
| Gauthier Boccard Tom Boon Thomas Briels Cédric Charlier Tanguy Cosyns Félix Denayer Sebastien Dockier John-John Dohmen Simon Gougnard Loïck Luypaert Emmanuel Stockbroeckx Jérôme Truyens Florent van Aubel Arthur Van Doren Elliot Van Strydonck Vincent Vanasch |                |

### Brons
| Olympisch team | Olympisch team |
| --- | -------------- |
| Albert Delbecque Hendrik van Heuckelum Raul Kelecom Marcel Leboutte Lucien Londot Ernest Moreau de Melen Eugène Neefs Georges Pelgrims Alphonse Renier Emile Spannoghe Eric Thornton |                |

| landenploeg | landenploeg |
| --- | ----------- |
| Paul Anspach Désiré Beaurain Ferdinand Feyerick François Rom Fernand de Montigny Victor Willems Fernand Bosmans |             |

| waterpoloploeg | waterpoloploeg |
| --- | -------------- |
| Oscar Grégoire Victor Boin Herman Donners Herman Meyboom Joseph Pletincx Félicien Courbet Albert Durant Jean Hoffman Pierre Nijs |                |

| Olympisch team | Olympisch team |
| --- | -------------- |
| André Becquet Pierre Chibert Raoul Daufresne de la Chevalerie Fernand de Montigny Charles Delelienne Louis Diercxsens Robert Gevers Adolphe Goemaere Charles Gniette Raymond Keppens René Strauwen Pierre Valcke Maurice Van den Bemden Jean van Nerom |                |

| landenploeg | landenploeg |
| --- | ----------- |
| Edouard Bourguignon Alphonse Ducatillon Remy Maertens Christian Piek Henri Pintens Charles Van Den Broeck Frans Van Hoorenbeek Desiré Wuyts |             |

| landenploeg | landenploeg |
| --- | ----------- |
| Paul Arets Léon Bronckaert Léopold Clabots Jean Claessens Léon Darrien Lucien Dehoux Ernest Deleu Emil Duboisson Ernest Dureuil Joseph Fiems Marcel Hansen Louis Henin Omer Hoffman Félix Logiest Charles Marschalcke René Paenhuysen Arnold Pierrot René Pinchart Gaspar Pirotte Augusten Pluyes Léopold Son Edouard Taeymans Pierre Thitiar Henri Verhavert |             |

| waterpoloploeg | waterpoloploeg |
| --- | -------------- |
| Gérard Blitz Joseph De Combe Albert Castelyns Pierre Coppieters Henri De Pauw Henri Disy Fernand Isselé Edmond Michiels Henri Stoelen |                |

| landenploeg | landenploeg |
| --- | ----------- |
| Georges de Bourguignon Henri Paternoster Edouard Yves Raymond Bru André van de Werve de Vorsselaer Paul Valcke |             |

## Winterspelen

### Goud
| Editie              | Sport          | Olympiër                         | Onderdeel      |
| ------------------- | -------------- | -------------------------------- | -------------- |
| 1948 · Sankt Moritz | Kunstschaatsen | Micheline Lannoy Pierre Baugniet | paren          |
| 2022 · Peking       | Snelschaatsen  | Bart Swings                      | massastart (m) |

### Zilver
| Editie              | Sport         | Olympiër                                                               | Onderdeel      |
| ------------------- | ------------- | ---------------------------------------------------------------------- | -------------- |
| 1948 · Sankt Moritz | Bobsleeën     | België I Max Houben Freddy Mansvelt Jacques Mouvet Louis-Georges Niels | 4-mansbob (m)  |
| 2018 · Pyeongchang  | Snelschaatsen | Bart Swings                                                            | massastart (m) |

### Brons
| Editie              | Sport         | Olympiër                                                                                   | Onderdeel     |
| ------------------- | ------------- | ------------------------------------------------------------------------------------------ | ------------- |
| 1924 · Chamonix     | Bobsleeën     | België I Paul Van den Broeck René Mortiaux Charles Mulder Victor Verschueren Henri Willems | 5-mansbob (m) |
| 1928 · Sankt Moritz | Kunstrijden   | Robert Van Zeebroeck                                                                       | mannen        |
| 1998 · Nagano       | Snelschaatsen | Bart Veldkamp                                                                              | 5000 m (m)    |
| 2022 · Peking       | Shorttrack    | Hanne Desmet                                                                               | 1000 m (v)    |

## Kunstmedailles
| Editie           | Kunstenaar     | Onderdeel   | Medaille |
| ---------------- | -------------- | ----------- | -------- |
| 1920 · Antwerpen | Albéric Collin | beeldhouwen | Goud     |
| 1920 · Antwerpen | Georges Monier | muziek      | Goud     |
| 1920 · Antwerpen | Simon Goossens | beeldhouwen | Zilver   |